# Bioko
Bioko (of ook Bioco) is een eiland voor de kust van West-Afrika, in de Golf van Guinee, vroeger Fernando Pó of Fernando Poo en door de lokale bevolking ook Otcho genoemd. 

## Ligging
Het is een deel van Equatoriaal-Guinea en is bestuurlijk verdeeld in twee provincies: Bioko Norte en Bioko Sur, samen goed voor 260.000 inwoners (2001). De hoofdstad van het land, Malabo (in koloniale tijd Santa Isabel genoemd), bevindt zich op het eiland. De andere vier gemeenten (Spaans: municipio) op het eiland zijn: Baney, Luba, Rebola en Riaba.
Bioko heeft een oppervlakte van 2017 km². Het is zo'n 70 kilometer lang en 32 kilometer breed, en heeft net als de naburige eilanden Sao Tomé en Principe gelegen op  de lijn van Kameroen een vulkanische oorsprong en een bergachtig karakter.

## Geschiedenis
De eerste Europeaan die het eiland ontdekte was de Portugese ontdekkingsreiziger Fernão do Pó in 1472. Het werd eerst Formosa Flora (wondermooie bloem) genoemd, om in 1494 de naam van zijn ontdekker te krijgen. In tegenstelling tot andere eilanden in de regio had Bioko al een inheemse Afrikaanse bevolking, de Bubi die een Bantoetaal spreken, waarschijnlijk sinds de zevende eeuw voor Christus. Dat was de reden waarom Bioko initieel niet werd gekoloniseerd, in tegenstelling tot São Tomé en Princípe.
Het eiland speelde een rol in de slavenhandel. Slaven van het Afrikaanse vaste land werden hiernaartoe gebracht alvorens ingescheept te worden naar bestemmingen in Noord- of Zuid-Amerika. Later kreeg Engeland van Spanje toestemming om het eiland te gebruiken om een tribunaal tegen de slavenhandel te vestigen. De Engelsen stichtten de plaats Clarence, later door Spanje hernoemd tot Santa Isabel. Vanaf medio 19e eeuw arriveerden de Spanjaarden in grotere aantallen op het eiland. 
Het eiland werd samen met Annobón en het vasteland van Equatoriaal-Guinea in 1778 door Portugal aan Spanje afgestaan (Verdrag van El Pardo), in ruil voor grondgebied op het Amerikaanse continent. Bij deze gelegenheid werd de officiële naam van het eiland veranderd in Fernando Poo.
In 1973 werd het eiland door de heersende president Teodoro Obiang in het kader van zijn politiek van Afrikaanse authenticititeit hernoemd tot Macias Nguema Byogo-eiland en de hoofdplaats Santa Isabel hernoemd tot Malabo.